# Кванг Нгај (покрајина)
Кванг Нгај (виј. Quang Ngai) је једна од 58 покрајина Вијетнама. Налази се у региону Јужна Централна Обала. Заузима површину од 5.152,7 km². Према попису становништва из 2009. у покрајини је живело 1.216.773 становника. Главни град је Кванг Нгај.